# وينفريد كولينز
وينفريد كولينز (بالإنجليزية: Winifred Collins)‏ هي ضابطة أمريكية، ولدت في 26 نوفمبر 1911 في غريت فولز في الولايات المتحدة، وتوفيت في 5 مايو 1999.